# Примењена уметност Персије
Примењена уметност Персије је, поред велелепних грађевина, такође јако битна за историју и културу Ирана, а огледа се у изради керамике и веома вештој обради метала. Посебно се истичу предмети израђени од сребра и злата, метала који су коришћени за израду финих предмета, како светих, тако и оних из свакодневног живота, као што су пехари, вазе и чиније различитих облика и величина, као и богато украшени тањири које су користили властела и дворани. За повлашћене слојеве друштва златари су израђивали комаде накита као што су огрлице, минђуше, наруквице, али и оружје, мачеве и бодеже, украшене кристалима и драгим камењем. Најраспрострањеније технике за украшавање су гравирање, клесање, укрштање или позлаћивање.
Бројни декоративни предмети у дрвету производе се како за домаћа, тако и за извозна тржишта у Есфахан, Шираз, и Техеран (обликовани) и Санандаџ (изрезбарено и пробушено дрво). Камен и глина се такође користе за производњу широког спектра посуђа и ваза. Масада је центар индустрије камена.
Многе различите уметности и технике украшавања су доживеле процват у време персијске епохе. Посебно су били заступљени занати који су се бавили израдом накита, печата и светих предмета, обрадом стакла и сребра. Својом лепотом истичу се украсне тканине као што су таписерије, гоблени и чувени персијски теписи великих димензија и префињених украса и текстуре.

### Персијски накит
Персијске занатлије били су виртуози у обради метала. Посебно је важан њихов рад с драгим камењем и племенитим металима, што указује на сам луксуз и раскош који је доживео свој врхунац за време Сасанида. 
Највише пажње су посвећивали накиту; наруквице са перлама које су се носиле на обе руке, прстење које је придржавало браду, ланци са драгим камењем који су украшавали груди, украсни каишеви и дугачке минђуше, које су израђивали углавном од злата, бронзе и сребра. Поред племенитих материјала користили су и бисере, смарагде, рубине, кристале и лазурни камен које су набављали из других земаља, док је тиркиз долазио из персијских рудника и чинио уобичајени материјал за аристократски прстен печатњак.
Главни мотиви који су се налазили на накиту и предметима од злата били су владари и митска бића као што су грифони и крилати лавови.
Круне су представљале најважнији симбол раскоши. Биле су различитих облика, величина и тежина. Круна Хозроја II морала је бити причвршћена за плафон да својом тежином не би угушила краља.

### Теписи
Квалитет персијских тепиха важи за један од најбољих у свету, а датира још из времена Сасанида, када је израда текстила достигла врхунац. Теписи су били разноврсних и разнобојних шара, као и различитих димензија. Сваки локалитет се поноси посебним дизајном и квалитетом тепиха по којима су добили имена, као што су Кашан, Керман, Есфахан, Табриз, Ком и др.
Према легенди, када су пљачкали палату Шапура I, Арапи су били толико запањени величином и лепотом краљевског тепиха, да су га исекли у 60.000 делова и продавали сваки посебно.

### Персијски вртови
Социјални и духовни живот Персијанаца, представљен на керамици из четвртог миленијума п. н. е., указују на појаву првих персијских вртова. Сам Кир Велики придавао им је велики значај приликом израде своје палате у Пасаргади и инсистирао да се у њима нађе велики број уметничких дела. Скоро сви персијски вртови, било да су израђени у формалном или неформалном стилу, увек представљају затворени простор где су биљке у вода основни елементи за постизање духовности и склада између природног и земаљског света.
Модел персијског врта јесу вртови у Мајдану отворени за јавност. Главна карактеристика јесте преовладавање природних елемената над грађевинама. Цео комплекс окружен је дрвећем, биљкама и травом. Истиче се извор са фонтаном који се налази испред главне зграде, чија функција није била само естетска већ су служиле и за одржавање врта јер је очување зеленила и свежине у врту представљало основни задатак у овој области због високе температуре. 

#### Карактеристике
Одлике персијских вртова мењале су се под утицајем различитих култура, као што су арапска и монголска, из којих потиче највећи број украса. Ипак, он се одржао као представа између природе и човека. Једноставно дивље цвеће комбиновано је с дрвећем и изворима. Персијско обожавање зелених површина води порекло из доба владавине Кира Великог, чија је палата у Пасаргаду била оријентисана према унутрашњим вртовима. Осим тога, у оквиру резиденције налазиле су се широке стазе од шљунка окружене бујним растињем које су служиле за раздељивање травњака, као и канали са текућом водом који су служили за заливање биљака. 
Друга карактеристика персијских вртова јесте централни павиљон, чија је функција била да обезбеди хлад, исто као и бочни павиљони који си били у његовом саставу. Било да су служили за одмор, рекреацију, вртови су обликовали социјални живот Персијанаца, те је њихово дивљење вртовима забележено и на рељефима града Персеполиса, на којима су приказани дрвеће и цвеће.

### Керамика
Персијска керамика као занат има веома дузу историју, која се враћа у седми миленијум п.н.е. Током векова, од раног неолитског доба, функционална керамика је створена у различитим облицима широм света, направљена и дизајнирана од стране многих култура. Једна од најстаријих је персијска керамика, коју су створили уметници Персије. Персијски грнчари развили су свој рад до савршенства, они су одазвали на културне промене и усвојили многе нове дизајне као део сопственог стила.
Докази о фарбаној керамици у Сузи, који је био сумерски културни центар током периода Урук, датира још из времена око 5000. г. п.н.е. Керамичке посуде које су вероватно биле смештене као поклон мртвима пронађене су у више од хиљаду гробница које се налазе у близини храма. 
Многе посуде које су ископане из гробова раздвојене су на три врсте посуда, а све су повезане са храном. Постоје посуде за послуживање, пехари или чаше за пиће и мале тегле. Друге пронађене ствари укључују једноставније посуде и лонце за кување. Керамика је пажљиво прављена и ручно бојена, са флораним и анималним детаљима, а често и Куфи текстом, најстаријом калиграфском формом различитих арапских писама, са црним словима на белој бази. Ови пехари су углавном прављени у Самарканду и Нишапуру.